# Văn phòng Cân đo Quốc tế
Văn phòng Cân đo Quốc tế (tiếng Pháp: Bureau international des poids et mesures, viết tắt BIPM; tiếng Anh: International Bureau of Weights and Measures) là một trong ba tổ chức tiêu chuẩn quốc tế được thiết lập nhằm duy trì Hệ đo lường quốc tế (SI) theo tinh thần Công ước Mét. Hai tổ chức còn lại cũng có nhiệm vụ duy trì hệ SI là Hội nghị toàn thể về Cân đo (CGPM) và Ủy ban Quốc tế về Cân đo (CIPM).

## Lịch sử
BIPM được thành lập vào ngày 20 tháng 5 năm 1875 tiếp sau lễ ký Công ước Mét - một công ước mà tính đến tháng 8 năm 2008 thì đã có 51 quốc gia tham gia. Tổ chức này đóng trụ sở tại Pavillon de Breteuil, Sèvres, Pháp, trên một khu đất diện tích 4,35 ha (ban đầu là 2,52 ha) do Chính phủ Pháp cấp vào năm 1876. Căn cứ theo sắc lệnh số 70-820 ngày 9 tháng 9 năm 1970 của Pháp, BIPM được hưởng các đặc quyền ngoại giao.

## Chức năng
Căn cứ theo Công ước Mét, BIPM giúp đảm bảo tính thống nhất trong cân đo theo SI trên phạm vi toàn cầu. Họ làm được điều này thông qua một chuỗi các ủy ban tư vấn có thành viên là các phòng thí nghiệp đo lường quốc gia của các quốc gia thành viên Công ước Mét, kết hợp với phòng thí nghiệm của chính BIPM.
BIPM tiến hành các nghiên cứu liên quan đến đo lường, tham gia và tổ chức các so sánh mang tính quốc tế đối với các tiêu chuẩn đo lường của các quốc gia, đồng thời còn thực hiện đo lường cho các nước thành viên.
BIPM có nhiệm vụ quan trọng trong công tác duy trì sự chuẩn xác của đo lường thời gian trong ngày trên phạm vi thế giới. Họ kết hợp, phân tích và tính bình quân các chuẩn thời gian nguyên tử chính thức từ các nước thành viên nhằm tạo ra một thời gian chuẩn đơn nhất mang tính chính thức, được gọi là Giờ phối hợp quốc tế (UTC).
BIPM cũng là tổ chức giữ gìn nguyên mẫu quốc tế để tính kilôgram.

## Danh sách giám đốc

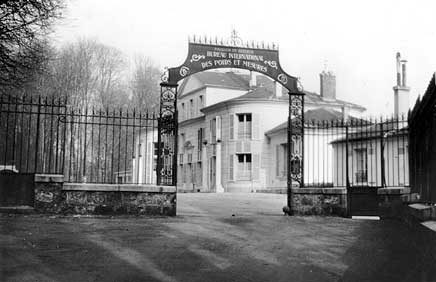
Nhìn vào sân trụ sở BIPM

Dưới đây là danh sách các đời giám đốc BIPM kể từ khi tổ chức này thành lập đến nay:
| STT | Nhiệm kỳ  | Họ và tên                 | Quốc tịch |
| --- | --------- | ------------------------- | --------- |
| 1   | 1875–1877 | Gilbert Govi              | Ý         |
| 2   | 1877–1879 | J. Pernet                 | Thụy Sĩ   |
| 3   | 1879–1889 | Ole Jacob Broch           | Na Uy     |
| 4   | 1889–1915 | J.-René Benoît            | Pháp      |
| 5   | 1915–1936 | Charles Édouard Guillaume | Thụy Sĩ   |
| 6   | 1936–1951 | Albert Pérard             | Pháp      |
| 7   | 1951–1961 | Charles Volet             | Thụy Sĩ   |
| 8   | 1962–1977 | Jean Terrien              | Pháp      |
| 9   | 1978–1988 | Pierre Giacomo            | Pháp      |
| 10  | 1988–2003 | Terry J. Quinn            | Anh Quốc  |
| 11  | 2004–2010 | Andrew J. Wallard         | Anh Quốc  |
| 12  | 2011-2012 | Michael Kühne             | Đức       |
| 13  | 2013-     | Martin J.T. Milton        | Anh Quốc  |